# Xylophanes falco
Xylophanes falco là một loài bướm đêm thuộc họ Sphingidae. Nó được tìm thấy ở Honduras và Guatemala phía bắc through México tới miền nam Arizona và miền tây Texas. It is generally được tìm thấy ở cây sồi woodland và along streamsides.
Sải cánh dài 70–80 mm. Con trưởng thành tương tự như Xylophanes monzoni nhưng nhìn chung màu nhạt hơn.

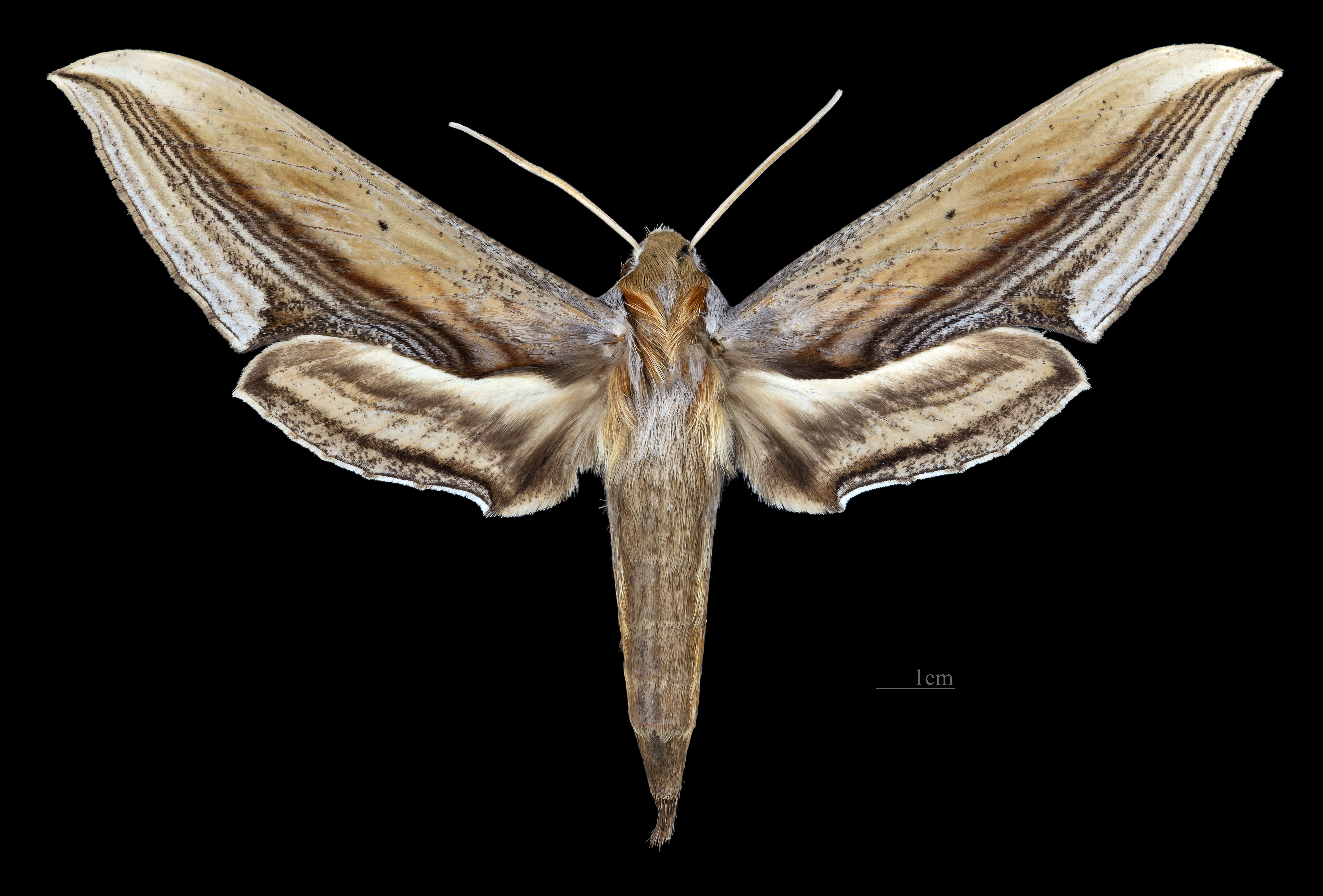
Xylophanes falco  ♀
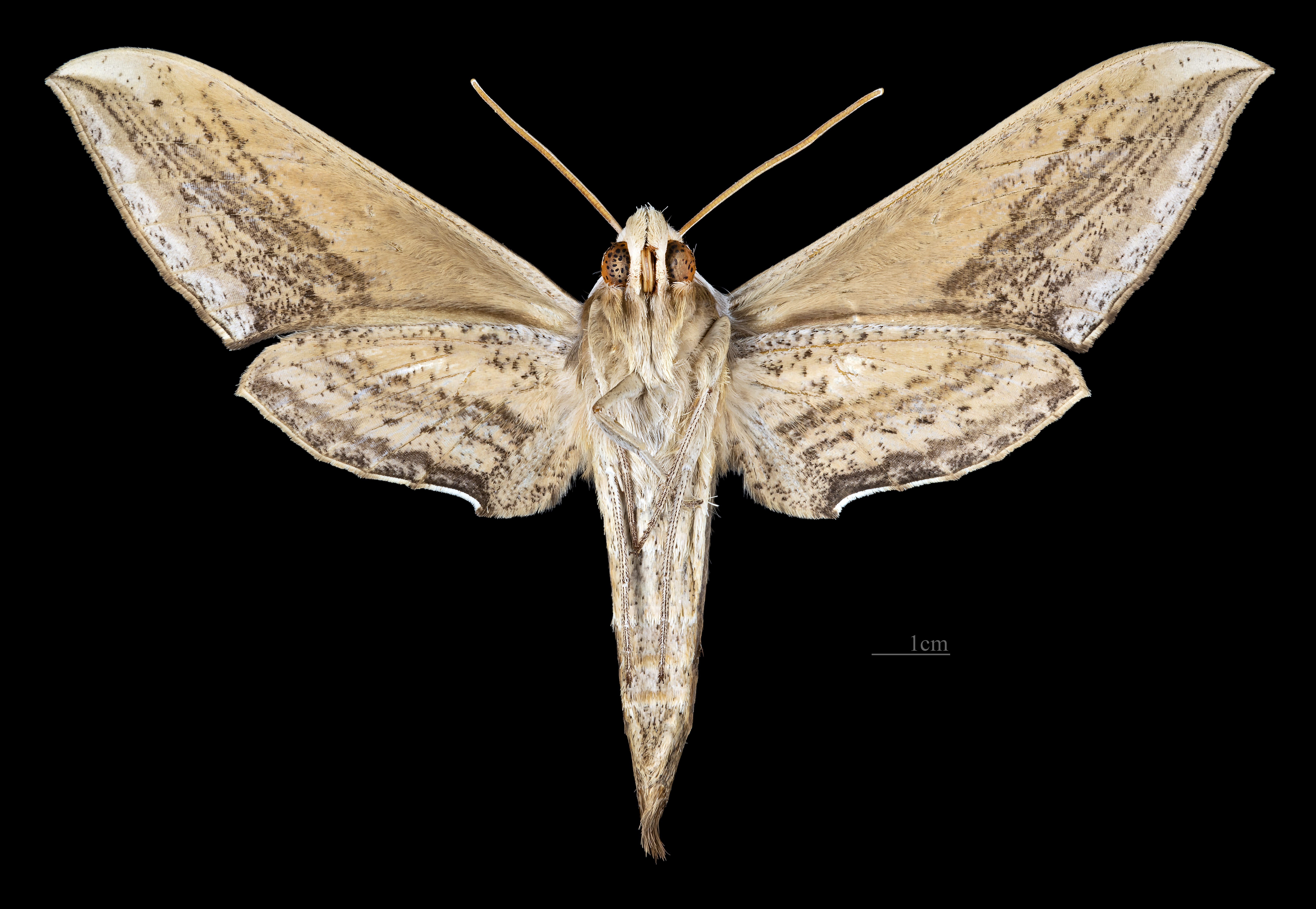
Xylophanes falco  ♀ △
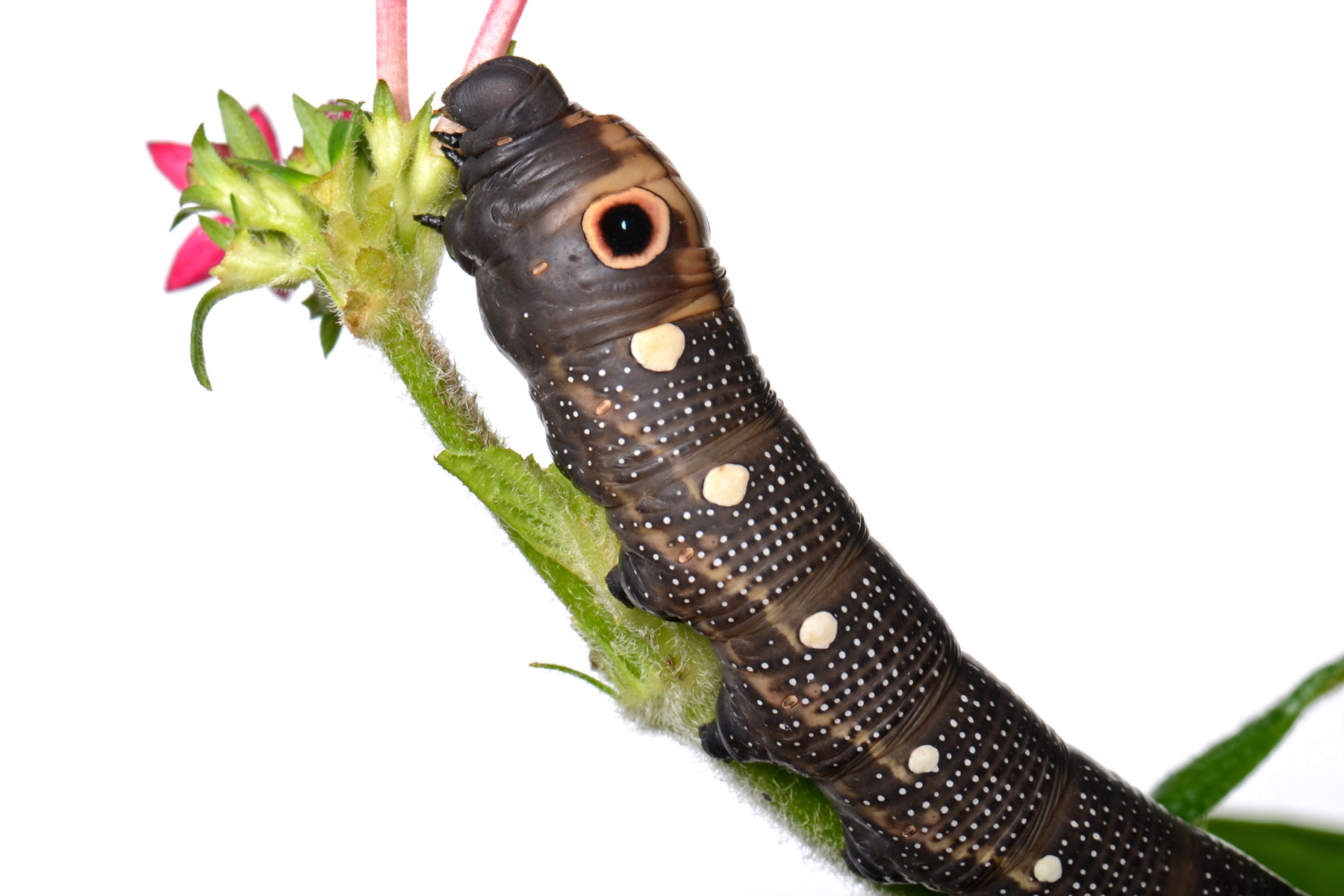
Sâu bướm

Con trưởng thành bay từ tháng 6 đến tháng 9 in Arizona và continuously in the tropics.
Ấu trùng có thể ăn Bouvardia glaberrima. 